# Paul Händel
Paul Händel (* 14. Dezember 1927 in Mannheim; † 18. April 2011 in Niederndorf) war ein österreichischer Klassischer Philologe deutscher Herkunft.

## Leben
Paul Händel studierte Klassische Philologie an der Ruprecht-Karls-Universität Heidelberg, an der er 1951 bei Otto Regenbogen mit der Dissertation Beobachtungen zur epischen Technik des Apollonios Rhodios (München 1954) promoviert wurde. Für das Jahr 1952/1953 erhielt er das Reisestipendium des Deutschen Archäologischen Instituts. Ab dem Wintersemester 1956/57 arbeitete er als Wissenschaftlicher Assistent an der Universität Heidelberg, habilitierte sich 1957 und wurde 1963 zum außerplanmäßigen Professor ernannt. 1964 folgte er einem Ruf zum ordentlichen Universitätsprofessor an die Universität Innsbruck, wo er bis zu seiner Emeritierung lehrte.
Paul Händel beschäftigte sich besonders mit der schriftstellerischen Technik griechischer Autoren. In seiner Dissertation widmete er sich dem hellenistischen Epiker Apollonios Rhodios, in seiner Habilitationsschrift dem attischen Komödiendichter Aristophanes. Darüber hinaus verfasste er Artikel für die Paulys Realencyclopädie der classischen Altertumswissenschaft.